# Klaus Lohmann (Politiker)

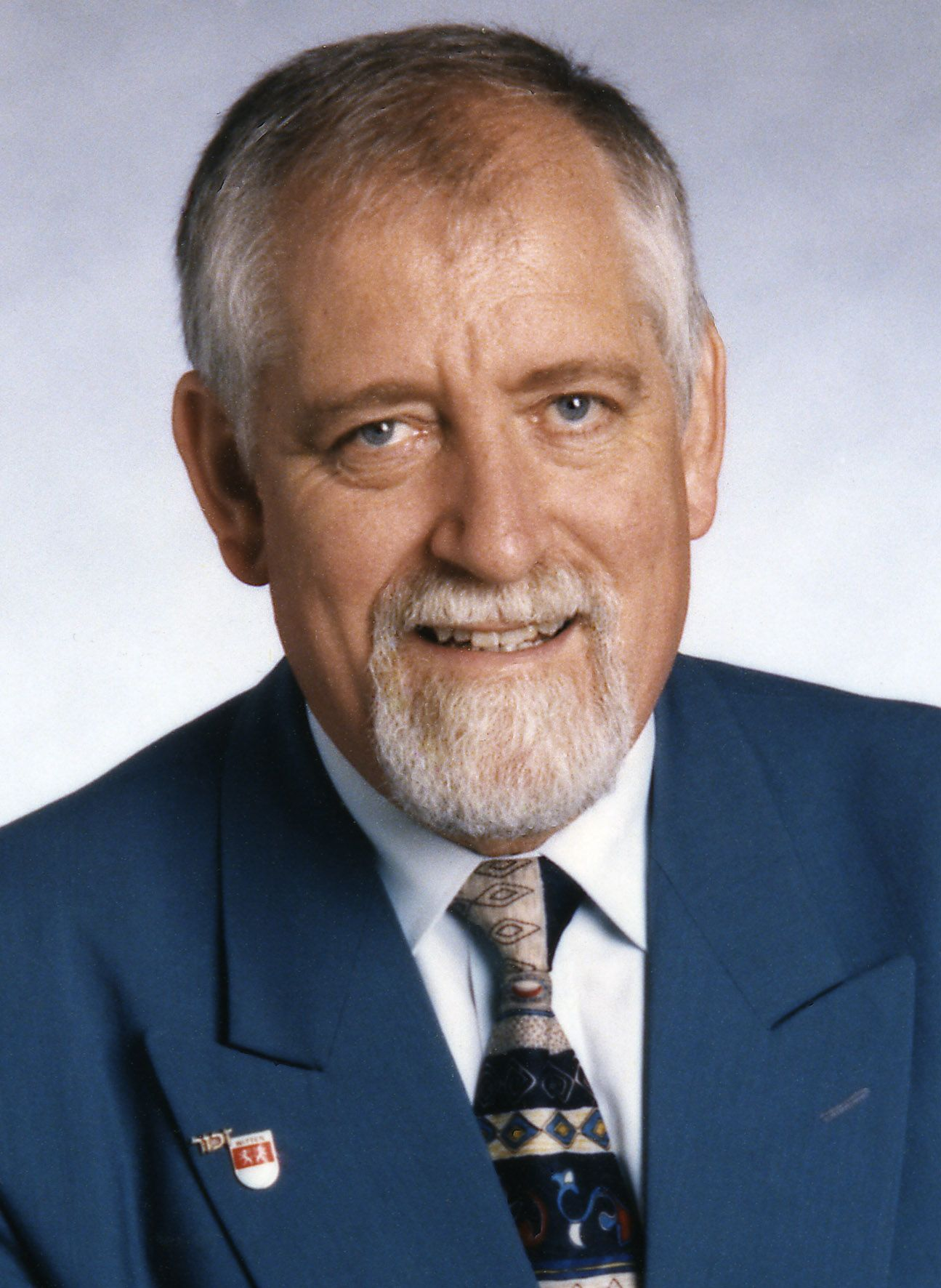
Klaus Lohmann, 2002

Klaus Lohmann (* 17. März 1936 in Witten) ist ein deutscher Politiker (SPD).

## Leben
Nach der Volksschule und fünf Jahren auf dem Städtischen Gymnasium Witten ging er auf die Bergschule und machte seinen Abschluss als Bergbauingenieur. Danach folgten 13 Jahre Untertagetätigkeit im Ruhrbergbau. 1955 wurde er Mitglied der IG Bergbau und Energie. 1976 wurde er Vorsitzender des Kreissportbundes Ennepe-Ruhr und war später auch Präsident des KSV Witten 07.
Er ist seit 1954 Mitglied der SPD und wurde 1966 bis 1975 Geschäftsführer der SPD in Witten und Bochum. Währenddessen war er von 1966 bis 1969 Stadtverbandsvorsitzender der Jungsozialisten und ab 1969 Ortsvereinsvorsitzender in Annen-Hüllberg. Seit 1970 war er Mitglied des Rates der Stadt Witten und von 1975 bis 1984 Mitglied des Kreistages des Ennepe-Ruhr-Kreises, dabei 1975–1983 Unterbezirksgeschäftsführer der SPD. 2004 verließ Lohmann den Stadtrat aus Altersgründen.
Er wurde 1978 bis 1983 Bürgermeister der Stadt Witten und danach Mitglied des Bundestages als direkt gewählter Abgeordneter des Wahlkreises Bochum II – Ennepe-Ruhr-Kreis II. Von 1989 bis 1999 war er erneut ehrenamtlicher Bürgermeister. Nach dem Inkrafttreten der neuen Gemeindeordnung wurde er im Oktober 1999 zum ersten hauptamtlichen Bürgermeister der Stadt Witten gewählt. Aus Altersgründen schied er vorzeitig am 31. März 2004 aus dem Dienst aus. Lohmann ist verwitwet und hat zwei Kinder. Klaus Lohmann ist der Halbbruder von Karl Garbe.
Seit 2005 ist er Vorsitzender des Förderverein Bergbauhistorischer Stätten Ruhrrevier.
Klaus Lohmann wurde mit dem Bundesverdienstkreuz 1. Klasse geehrt.
2004 erhielt er die Ehrenbürgerschaft der Stadt Tczew für sein besonderes Engagement für die polnische Partnerstadt.